# Agía Ánna (Héraklion)
Agía Ánna, en grec moderne : Αγία Άννα, est un village du dème d'Archánes-Asteroússia, dans le district régional de Héraklion, de la Crète, en Grèce. Selon le recensement de 2011, la population d'Agía Ánna compte 7 habitants.
Le village est situé à une altitude de 220 mètres.